# ایهور کرینکو
ایهور کرینکو (اوکراینی: Ігор Сергійович Кірієнко؛ زادهٔ ۵ مارس ۱۹۸۶) بازیکن فوتبال اهل اوکراین است.
از باشگاه‌هایی که در آن بازی کرده‌است می‌توان به باشگاه فوتبال ماریوپول اشاره کرد.
وی همچنین در تیم ملی فوتبال Ukraine U17 بازی کرده‌است.